# إمبالمي
إمبالمي (بالإسبانية: Empalme) مدينة في ولاية سونورا في المكسيك.

## المناخ
يظهر الجدول التالي التغييرات المناخية على مدار السنة لإمبالمي:
| البيانات المناخية لـإمبالمي                | البيانات المناخية لـإمبالمي | البيانات المناخية لـإمبالمي | البيانات المناخية لـإمبالمي | البيانات المناخية لـإمبالمي | البيانات المناخية لـإمبالمي | البيانات المناخية لـإمبالمي | البيانات المناخية لـإمبالمي | البيانات المناخية لـإمبالمي | البيانات المناخية لـإمبالمي | البيانات المناخية لـإمبالمي | البيانات المناخية لـإمبالمي | البيانات المناخية لـإمبالمي | البيانات المناخية لـإمبالمي |
| الشهر                                      | يناير                       | فبراير                      | مارس                        | أبريل                       | مايو                        | يونيو                       | يوليو                       | أغسطس                       | سبتمبر                      | أكتوبر                      | نوفمبر                      | ديسمبر                      | المعدل السنوي               |
| ------------------------------------------ | --------------------------- | --------------------------- | --------------------------- | --------------------------- | --------------------------- | --------------------------- | --------------------------- | --------------------------- | --------------------------- | --------------------------- | --------------------------- | --------------------------- | --------------------------- |
| الدرجة القصوى °م (°ف)                      | 32.9 (91.2)                 | 36.6 (97.9)                 | 39.1 (102.4)                | 40.6 (105.1)                | 41.5 (106.7)                | 42.5 (108.5)                | 42.0 (107.6)                | 41.9 (107.4)                | 42.3 (108.1)                | 41.1 (106.0)                | 35.0 (95.0)                 | 31.4 (88.5)                 | 42.5 (108.5)                |
| متوسط درجة الحرارة الكبرى °م (°ف)          | 28.2 (82.8)                 | 27.2 (81.0)                 | 29.2 (84.6)                 | 33.7 (92.7)                 | 33.4 (92.1)                 | 36.2 (97.2)                 | 37.7 (99.9)                 | 36.1 (97.0)                 | 36.6 (97.9)                 | 35.8 (96.4)                 | 29.3 (84.7)                 | 26.1 (79.0)                 | 32.5 (90.5)                 |
| المتوسط اليومي °م (°ف)                     | 19.1 (66.4)                 | 18.8 (65.8)                 | 20.5 (68.9)                 | 24.3 (75.7)                 | 25.4 (77.7)                 | 29.2 (84.6)                 | 31.7 (89.1)                 | 30.9 (87.6)                 | 30.5 (86.9)                 | 27.5 (81.5)                 | 21.3 (70.3)                 | 18.3 (64.9)                 | 24.8 (76.6)                 |
| متوسط درجة الحرارة الصغرى °م (°ف)          | 10.0 (50.0)                 | 10.4 (50.7)                 | 11.8 (53.2)                 | 15.0 (59.0)                 | 17.5 (63.5)                 | 22.1 (71.8)                 | 25.7 (78.3)                 | 25.6 (78.1)                 | 24.3 (75.7)                 | 19.2 (66.6)                 | 13.3 (55.9)                 | 10.4 (50.7)                 | 17.1 (62.8)                 |
| أدنى درجة حرارة °م (°ف)                    | −1.5 (29.3)                 | −1.2 (29.8)                 | 4.6 (40.3)                  | 6.7 (44.1)                  | 10.5 (50.9)                 | 14.2 (57.6)                 | 10.5 (50.9)                 | 12.1 (53.8)                 | 14.7 (58.5)                 | 10.3 (50.5)                 | 4.0 (39.2)                  | 1.0 (33.8)                  | −1.5 (29.3)                 |
| الهطول مم (إنش)                            | 25.8 (1.02)                 | 25.6 (1.01)                 | 10.5 (0.41)                 | 2.3 (0.09)                  | 2.0 (0.08)                  | 0.3 (0.01)                  | 14.9 (0.59)                 | 47.4 (1.87)                 | 33.0 (1.30)                 | 10.4 (0.41)                 | 30.1 (1.19)                 | 30.3 (1.19)                 | 232.3 (9.15)                |
| متوسط أيام هطول الأمطار (≥ 0.1 mm)         | 2.1                         | 2.5                         | 1.0                         | 0.5                         | 0.5                         | 0.4                         | 3.3                         | 6.0                         | 4.3                         | 1.4                         | 2.0                         | 2.8                         | 26.7                        |
| متوسط الرطوبة النسبية (%)                  | 59                          | 56                          | 53                          | 48                          | 53                          | 58                          | 65                          | 69                          | 66                          | 59                          | 56                          | 60                          | 58                          |
| ساعات سطوع الشمس الشهرية                   | 251                         | 246                         | 300                         | 307                         | 366                         | 347                         | 313                         | 298                         | 295                         | 297                         | 264                         | 265                         | 3٬549                       |
| المصدر #1: Servicio Meteorologico Nacional |                             |                             |                             |                             |                             |                             |                             |                             |                             |                             |                             |                             |                             |
| المصدر #2: Ogimet (sun 1981–2010)          |                             |                             |                             |                             |                             |                             |                             |                             |                             |                             |                             |                             |                             |

## توأمة
لإمبالمي اتفاقيات توأمة مع:
- ستوكتون

## أعلام
- خيسوس فرنسيسكو لوبيز
- ميغيل غاسبار
- فرنسيسكو ألكاراز
- غابرييل مارتينيز
- خوسيه لويس كاستيلو

## وصلات خارجية
- Ayuntamiento de Empalme الموقع الرسمي